# Peter Stoll (Bischof)
Peter Stoll OP († 9. Januar 1548) war ein deutscher Dominikanerpater.
Am 15. März 1529 ernannte Papst Clemens VII. ihn zum Weihbischof in Freising und Titularbischof von Dariensis. Er wurde in der Pfarrkirche St. Georg in Freising bestattet.